# DE Café
DE Café is een franchise koffiebarketen van Douwe Egberts. Het werd opgericht in 2001. Op 1 januari 2006 had DE Café 21 vestigingen, verspreid over Nederland. Daarvan bevond zich de helft op universiteiten en hogescholen. DE Café was in 2006 de derde koffiebarketen van Nederland gemeten aan het aantal vestigingen. 